# ماریو پی‌شوتو
ماریو پِی‌شوتو (پرتغالی: Mário Peixoto; ۲۵ مارس ۱۹۰۸ – ۳ فوریهٔ ۱۹۹۲) کارگردان و رمان‌نویس اهل برزیل بود. او بیشتر به خاطر فیلم صامت تجربی مرز (۱۹۳۱) مشهور است.